# Unhais da Serra
Unhais da Serra é uma vila portuguesa, sede da Freguesia de Unhais da Serra do Município de Covilhã, freguesia com 29,93 km² de área e 1048 habitantes (censo de 2021), tendo, por isso, uma densidade populacional de 35 hab./km².

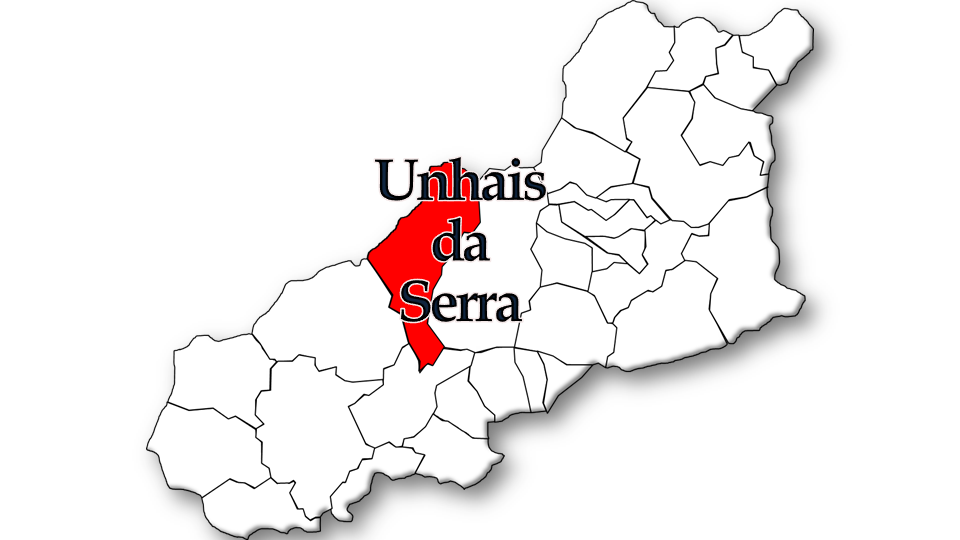
Localização no município da Covilhã

A povoação de Unhais da Serra foi elevada à categoria de vila em 1985.

## Demografia
A população registada nos censos foi:
| Distribuição da População por Grupos Etários | Distribuição da População por Grupos Etários | Distribuição da População por Grupos Etários | Distribuição da População por Grupos Etários | Distribuição da População por Grupos Etários |
| -------------------------------------------- | -------------------------------------------- | -------------------------------------------- | -------------------------------------------- | -------------------------------------------- |
| Ano                                          | 0-14 Anos                                    | 15-24 Anos                                   | 25-64 Anos                                   | > 65 Anos                                    |
| 2001                                         | 163                                          | 184                                          | 714                                          | 324                                          |
| 2011                                         | 144                                          | 117                                          | 764                                          | 373                                          |
| 2021                                         | 82                                           | 83                                           | 475                                          | 408                                          |

## Descrição
Vila do município da Covilhã e do Distrito de Castelo Branco, Unhais da Serra dista da sede de município aproximadamente 20 km. O seu Orago é Santo Aleixo, celebrado anualmente no quarto Domingo do mês de Julho. A Vila de Unhais da Serra, localizada a uma altitude de 650 metros, situa-se na base da vertente Sudoeste da Serra da Estrela, num vale de origem glaciar, onde corre a ribeira de Unhais que resulta da confluência das ribeiras da Estrela e da Alforfa.
O Vale Glaciário da Alforfa fica situado na projecção oposta do Vale Glaciário de Manteigas, este foi originado por um glaciar que atingiu os 5,5 km de comprimento e se dissolveu a uma altitude de 800 metros. A sua maior exposição solar em relação ao vale oposto justifica esta diferença de altitude no término do glaciar (120 metros). No entanto, este é o vale onde melhor se podem observar os terraços de acumulação proglaciária, acumulações desordenadas de rochas e blocos de grandes dimensões localizados à frente das antigas línguas glaciárias. Os depósitos mais importantes situam-se a jusante da confluência do Vale da Estrela e do Vale da Alforfa, na junção da Ribeira das Corte
Unhais da Serra oferece a todos os que o visitam uma excelente hospitalidade, um termalismo de qualidade, uma paisagem deslumbrante com uma montanha que apresenta diferentes encantos durante as várias épocas do ano.

## Topónimo
O topónimo “Unhais da Serra” provém do baixo latim “Villa Hulilanem”, “a quinta de Hunila”, nome que deriva dos pais e é comum a todos os descendentes de uma pessoa, designa uma linhagem de sangue ou de adopção.

## História
A existência da população no território desta Vila é muito anterior ao século XII, julgando-se que nos limites de Unhais da Serra viviam populações pré-históricas, embora não existam vestígios que atestem, apenas as alcantiladas penedias que envolvem uma determinada área da Vila e que certamente serviram de defesa a antigas populações, até porque, a conservação apreciável ou rara da população, pode explicar a sua persistência toponímica.
Unhais da Serra foi criada ou aforada por D. Sancho I em 1186 e incluída no território da Covilhã. Pensa-se que no século XV era um pequeno lugar pertencente à freguesia do Paúl. Em 1758 era já sede de freguesia. Durante a Expedição científica à Serra da Estrela de 1881 os hidrologistas que integraram a expedição estudaram as qualidades das águas de Unhais da Serra.
No eclesiástico, Unhais é de instituição recente, como transmite o seu Orago, Santo Aleixo, que não foi das mais antigas devoções hispânicas. Ainda no final dos padroados, o Prior do Paúl representava o cura de Unhais da Serra, sendo fundada a paróquia de Santo Aleixo em 1699.
No dia 11 de julho de 1985 Unhais foi elevada a vila.

## Património Natural e Cultural
- Igreja de Santo Aleixo (matriz);
- Capela da Senhora da Saúde;
- Capela de Nossa Senhora de Fátima;
- Castro do Alto de Aboaça;
- Miradouro do Cruzeiro;
- Trechos da ribeira de Alforfa e do Malhão da Estrela (Torre);
- Covão do Ferro;
- Covão da Mulher;
- Antigos Engenhos Movidos a Água;
- Barragem Padre Alfredo (Covão do Ferro);
- Casa-Museu do Rancho Folclórico Infantil de Unhais da Serra;
- Cruzeiro;
- Estância Termal e Climática de Unhais da Serra;
- Hidroelétrica Ribeira de Alforfa;
- Moinho Movido a Água no Ribeiro dos Portos;
- Parque Natural da Serra da Estrela;
- Ribeira de Alforfa (Vale Glaciário);
- Senhora da Boa Estrela.

## Vila termal
Existem várias nascentes que, espalhadas pela Vila, brotam violenta e abundantemente por grande parte do vale de Unhais da Serra; tem também uma nascente de águas férreas.
A Norte de Unhais da Serra situa-se a Estância Termal e Climática, cujas águas correm a 36.000 litros/hora com uma temperatura de 37º, sendo terapeuticamente indicadas para doenças dos aparelhos circulatório e respiratório, para o reumatismo e doenças de pele. Estas águas têm como principais propriedades serem moderadamente mineralizadas com reacção alcalina; bicarbonatas, sódicas, fluoretadas, sulfídricas e sulfatadas.
Unhais da Serra viveu a sua grande época turístico termal nos finais do século XIX e princípios do século XX, sendo na altura conhecida como “Pérola da Beira” ou “Sintra da Covilhã”. A conversão da residência do Conde da Covilhã, pelo próprio, no Grande Hotel de Unhais da Serra tendo anexo o “Casino”, com espaçosos salões de dança, bilhares, jogos de vaza e buffets. Contribuiu para o fortalecimento do turismo local, vocacionado na altura para a classe relativamente numerosa de proprietários e industriais têxteis da região.
Atualmente Unhais da Serra continua a ser considerada uma excelente vila termal trazendo todos os anos a Unhais da Serra centenas de turistas. Para além das termas existem outros locais, que pela sua beleza natural despertam o interesse dos turistas, como a Ribeira da Alforfa e o Miradouro do Cruzeiro.

## Lenda de Unhais da Serra
Certo dia andando à caça pela Serra da Estrela, um jovem brasonado e rico, perdeu-se no entusiasmo da caçada. Depois de andar perdido durante muito tempo sentiu-se cansado e com fome. Nestas condições chegou até perto do local onde hoje está situada "Unhais da Serra". Aqui encontrou um pastor que o vendo com fome, logo lhe deu leite do seu rebanho, foi à ribeira e com as suas grandes "unhas", apanhou trutas para o jovem senhor. O jovem caçador ficou admirado pela facilidade com que o pastor apanhou as trutas com as "unhas", e chamou ao local "Unhas da Serra" ou "Unhais da Serra".
Património

## Heráldica

### Brasão
Escudo de azul, monte de prata movente de campanha diminuta ondada de azul e prata de três tiras; em chefe, estrela de ouro, entre duas fontes de prata jorrando água do mesmo. Coroa mural da prata de quatro torres. Listel branco, com legenda a negro: "UNHAIS DA SERRA"

### Bandeira
Esquartelada de branco e azul. Cordão e borlas de prata e azul. Haste e lança de ouro.

## Coletividades
- Associação Cultural Estrela de Unhais da Serra (Jornal "Correio de Unhais")
- Associação de Caça e Pesca Estrela de Unhais da Serra
- Associação de Reformados de Unhais da Serra
- Associação Humanitária dos Bombeiros Voluntários de Unhais da Serra
- Associação Portuguesa de Paramiloidose - Núcleo de Paramiloidose de Unhais da Serra
- Centro Social e Cultural de Santo Aleixo
- Conselho Diretivo dos Baldios
- Corpo Nacional de Escutas - Grupo 607
- Futebol Clube Estrela de Unhais da Serra
- Liga Operária Católica
- Grupo Pifaradas Zabumbadas dos Pastores de Unhais da Serra
- Rancho Folclórico de Unhais da Serra
- Sociedade Filarmónica Recreativa Estrela de Unhais da Serra

## Termas de Unhais da Serra
Situadas na vertente sul da serra da Estrela, a uma altitude de 690 metros, perto da cidade da Covilhã, as Termas de Unhais da Serra são consideradas, devido ao seu enquadramento paisagístico, às belezas naturais, à riqueza das águas e aos ares da montanha, uma importante estância hidrológica e climática para cura e repouso. As águas das duas nascentes, a Fonte dos Banhos e a Fonte do Cortiço, são especialmente indicadas no tratamento de reumatismos, certas dermatoses e colopatias e doenças do aparelho circulatório
O Termalismo juntamente com o turismo de montanha e a pesca da truta são referências agradáveis da Freguesia. São estas as atividades a que os Habitantes de Unhais da Serra dão mais importância.
A população dedica-se à atividade industrial, com realce para o fabrico de lanifícios. Este ofício surgiu em Unhais da Serra no século XIX mais especificamente no início da década de 1960.
As primeiras fábricas a ser instaladas utilizavam a água como força motriz sendo designados por engenhos.
A visão futurista do Padre Alfredo Marques dos Santos marcou decisivamente a história de Unhais da Serra: o aproveitamento hidroelétrico de várias ribeiras, construção de barragens e iniciativas industriais têm a sua assinatura.
O projeto do teleférico que ligaria a Vila de Unhais à Torre, infelizmente, não passou do papel.
Neste contexto, a 25 de abril de 1930 foi fundado pelo mesmo «A Penteadora», uma unidade fabril completa e moderna, a laborar com cerca de 500 trabalhadores.
Para a economia local contribui também a panificação, a produção de energia elétrica,  a carpintaria e a construção civil.

## Geminações
A vila de Unhais da Serra está geminada com:
- Le Longeron, Nantes, França